# Баронска породица Редл
Баронска породица Редл од Ротенхаусена и Растине је племићка немачка породица коју је основао Франц Јозеф Редл (око 1700. - после 1765).

## Породична историја
Францов деда био је Фридрих Редл, артиљеријски официр у време турске опсаде Беча 1683. године. Његов син Фердинанд Редл, некадашњи службеник коморске администрације у Ердељу, преминуо је 1758. г. у Сомбору, у 96. години. Фердинанд је био отац Франца Јозефа Редла од Ротенхаузена, коморског администратора Бачке.
Франц Јозеф Редл ушао је у државну службу још као младић (1717), а пре него што је постављен за бачког коморског администратора био је на положају службеника при ердељској комори соли (1720), затим је ангажован на изградњи фортификација у едрељској области Фогараш (1723), после чега је био управник главне канцеларије кнежевских добара (1726), администратор ердељске коморе соли (1729), коморски благајник у Крајови (1731), коморски инспектор за немачке делове Влашке (1735) и административни саветник у Београду, у време Аустријско-турског рата 1737-1739. године. Саветник мађарске дворске краљевске коморе (од 1756.), директор ризнице добара бачке и потиске администратуре (од 1753.). Франц Јозеф, пореклом из бечке грађанске породице, своју аустрисјку племићку титулу са именом Ротенхаусен (у преводу на српски: од Црвене куће) је добио од стране цара Св. Римског царства Франца I (супруг царице Марије Терезије) у Бечу 17. маја 1759. године, након 41. година службе.
Франц-Јожефов син Франц (1750. - 07. септембар 1801.) који је такође био дворски саветник, према краљевској донацији у Бечу 09. децембра 1780. године за своје заслуге добија посед Растину. Исте године купује и посед Келебију код Суботице.
Франц је из брака са Јулијом Барбаром Герамб (1771.- 26. септембар 1817. Станишић), ктиторком католичке цркве "Име Маријино" у Станишићу имао два сина Емериха  и Јулијуса.
Захваљујући огромном богатству, Редлови су уводили многе новине у обради земље. Већ у првим деценијама 19. века се ослањају на рад надничара који је много продуктивнији од кулука који је био присилан. Око 1850. године они су у свом поседу имали парни млин, воденицу и фабрику алкохола и сирћета. Богатство које им је обзбеђивао посед је омогућио породици живот у изобиљу. "Чланови породице Редл станују у Бечу и преко године у Растину навраћају када су жетвени радови, доводећи са собом послугу (кувара, собарицу и друге). Живе у дворцу, говоре само немачки, окружени су цвећем и зеленилом, а пословима руководи "ишпан" са помоћницима што су задужени за ратарску и сточарску производњу.
Породица је поседовала и ергелу од 150 коња. Ергелу је основао Франц Редл од кобила заплењених у аустро-турском рату крајем 18. века. На поседу је било и много говеда (440), волова за вучу и рад (110), крава (106) и бикова (6). На сезонски рад код њих долазе Словаци из општине Зољом.
За разлику од писаних докумената, којих је остало веома мало, барони Редл су за собом оставили велики број значајних грађевина. Најстарија грађевина која се везује за њих је капела Св. Ивана Непомука из 1749. године коју је у центру Сомбора саградио Франц Редл. Дворац у Келебији (Мађарска) је почео градити Франц, а дограђивали су га његов син Емерих и унук Адалберт. Цркву у Станишићу, у којој су сахрањивани чланови породице, су завршили 1815. године. Дворац у Растини је саградио барон Лудвиг Редл 1900. године. Адалберт Редл 1873. године гради палату у Пешти у којој је данас Институт за математику Мађарске академије наука, а 1905. године завршава градњу цркве Св. Ане у Келебији. О имањима и некретнинама које је породица поседовала у Аустрији има веома мало података.

## Станишићка лоза породице Редл
Старији Францов син Емерих мађаризовано "Имре" (21. март 1793. - 05. јануар 1851. Беч) је био господар Станишића, Келебије и Шаре (данашњи Алекса Шантић). Из брака са Меланијом (27. август 1811. Будимпешта - 03. децембар 1901.), ћерком Карла Гверна Сечена од Темерина, имао је троје деце Малвину (02. новембар 1833. - 11. децембар 1857.) и Клаудију (03. фебруар 1835—1908.) и сина Адалберта званог "Бела" (03. јун 1837. - 23. март 1905.), који се није женио и нема потомака а након његове смрти имање су највећег земљополедника у Станишићу наследили његови сестрићи. Барон Адалберт Редл био је веома умешан привредник и имање је увек доносило врхунске приносе, али је он добит радије инвестирао у уметнине и задужбине него у модерне машине и своје имање. Захваљујући чињеници да је барон Редл био веома побожан човек, а истовремено заљубљеник и познавалав уметности, велики део прихода је одвајао за опште добро Станишића. Као своју задужбину, дао је да се изгради велика и модерна школска зграда, у којој се деценијама након његове смрти одржавала настава. И данас, више од века наког градње, она служи општем добру јер се у њој налази забавиште. Смрћу Барона Адалберта Редла 1905. године "станишићка грана" породице се угасила. Директни потомци Адалбертове сестре Клаудије живе у Аустрији.
Од почетка 19. века чланови породице Редл се сахрањују у крипти католичке цркве у Станишићу, која је настала на месту раније католичке црквице, на којој је некада било прво сеоско православно гробље. Укупно тринаест чланова породице Редл је сахрањено у крипти: Франц Редл од Ротерхаусена (1750—1801), Бароница Јулиа Барбара Редл, рођ. Герамб (1771—1817), Барон Емерих Редл (1793—1851), Барон Јулијус Редл (1796—1870), Бароница Малвина Редл, рођ. Сечен (1811—1901), Барон Емерих Редл (1825—1856), Бароница Јулиа Катарина Редл (1829—1847), Бароница Стефанија Елизабета Редл (1833—1846), Бароница Јулија Барбара Редл (10.06.1817-26.07.1817), Бароница Ана Марија Жосефина Редл, рођ. Бартенштајн (1800—1881), Бароница Малвина Хамерштајн, рођ. Редл (1833—1857) са кћерима Ела, Барон Адалберт Редл (1837—1905).
У каменој вази са натписом "COR.BAR.JULLI A GERAMB.D.XXX.DEC.AO.MDCCCIVDEMOR." се вероватно налази срце мајке Баронице Јулије Редл, рођ. Герамб, чије име је било такође Јулија, а умрла је 1804. године.

## Растинска лоза породице Редл
Млађи син Јулијус мађаризовано "Ђула" (21. август 1796. - 21. април 1870. Беч) који је био господар Растине и два поседа у Доњој Аустрији (Карнабрун и Страјтдорф) имао је два сина Емериха (9. септембар 1825. - 01. август 1856. Беч, Деблинг) и Лудвига мађаризовано "Лајош" (08. септембар 1830. - 20. мај 1916.) као и две ћерке Јулију Катарину (21. јун 1829. - 19. новембар 1849. Карнабрун) и Стефани Елизабет (29. март 1833. - 26. мај 1846. Беч, Хицинг). Супруга Јулијуса Редла била је Ана Марија Жосефина Бартенштајн (5. април 1800. - 09. октобар 1891 Карнабрун).
Јулијусов старији син Емерих венчао се 07. новембра 1854. године са грофицом Аном Габријелом Буси-Мигнот (Bussy-Mignot) (20. фебруар 1836. - 22. мај 1896.) и са њом имао ћерку јединицу, Марију Катарину (21. септембар 1855. - ?). Млађи Лудвиг, коњички капетан и посланик у мађарском парламенту, венчао се 09. новембра 1962. године у Бечу са грофицом Меланијом Буси-Мигнот (Bussy-Mignot) (18. април 1842. Винер Нојштат - 15. октобар 1931.). Он је имао двоје деце: сина Лудвига Франца Јулиуса (1863.?) коњичког капетана и ћерку Агату Жосефину (1864.-?).
Породица Редл саградила је Дворац у Растини 1818. године на месту старе католичке готичке цркве и јединствен је пример архитектонског споја сакралне грађевине и дворца у Војводини. Судбина барона Редла из Растине након Првог светског рата је слабо позната. Бироши и сељаци су 31. октобра 1918. године напали и опљачкали дворац и посед Редлових. Неколико дана након тога, под претњом смрћу, сељаци су морали да врате волове, коње и друге вредности које су опљачкали. Тај догађај се збио у време анархије на крају рата пре доласка српске војске. По завршетку рата, део поседа им је одузет и додељен солунским добровољцима, а други део поседа су успели продати.